# Miltonvale
Miltonvale – miasto w Stanach Zjednoczonych, w stanie Kansas, w Hrabstwie Cloud.